# Parti démocrate progressiste (Taïwan)
Pour les articles homonymes, voir Parti démocrate progressiste.
Le Parti démocrate progressiste (PDP) ou Minjindang (民進黨 ou « Parti du peuple qui avance », DPP, en anglais, Democratic Progressive Party) est un parti politique taïwanais actuellement au pouvoir à Taïwan, ainsi qu'entre l'année 2000 et 2008.

## Histoire

Ancien logo du parti démocrate progressiste.

Fondé le 28 septembre 1986, le PDP est le premier parti d'opposition autorisé à Taïwan après la fin de la loi martiale en 1987. Jusque-là, le pays était dirigé sans partage par le Kuomintang (KMT).
Le parti remporte l'élection présidentielle pour la première fois en 2000 avec Chen Shui-bian. Ce dernier reste à la tête du pays jusqu'en 2008. À cette date, de multiples accusations de corruption endommagent la réputation du parti et du président, au bénéfice du Kuomintang qui remporte l'élection présidentielle. Mais en 2016, le parti revient aux affaires à la suite de la victoire de Tsai Ing-wen. En 2020, Tsai Ing-wen est réélue présidente.
En novembre 2022, le PDP est largement battu lors des élections municipales et de comté, ne conservant que 5 comtés ou villes. Tsai Ing-wen démissionne de son poste de présidente du PDP après la défaite, la plus large de l'histoire du parti. Tsai avait choisi de faire porter les thématiques de campagne du PDP sur la lutte contre la Chine, qui intensifie sa pression militaire sur Taïwan, mais ces thèmes mobilisent peu les électeurs dans les élections locales et ne dépendent pas des compétences des villes et comtés.
Lors de l'élection présidentielle de 2024, le candidat du PDP Lai Ching-te, vice-président sortant, est élu avec 40,2 % des voix devant Hou Yu-ih (KMT, 33,4 %) et Ko Wen-je (Parti populaire taïwanais, 26,4 %). Si le résultat du scrutin est décrit comme un « triomphe » dans les médias, le candidat du PDP perd 17 points par rapport à l'élection de 2020. Lors des élections législatives organisées le même jour, le PDP perd 10 siège au Yuan ainsi que la majorité (le KMT obtient 52 sièges, le PDP 51 et le PPT 8),.

## Relations avec la Chine
Le PDP considère que Taïwan est un État indépendant et souverain. Il rejette de ce fait la politique d'une seule Chine promue par le Parti communiste chinois (PCC). Compte tenu des relations tendues avec la Chine qui considère que Taïwan est une de ses provinces, les progrès effectués par le PDP en termes d'indépendance ont été cependant très faibles. Ils consistent principalement en efforts diplomatiques qui sont le plus souvent contrés par la Chine. Parmi ceux-ci, on peut compter les efforts du PDP pour obtenir que Taïwan soit reconnu par l'ONU ; le changement de nom de « république de Chine » en « république de Taïwan » sur les documents officiels ; ou encore l'inscription du pays à l'Organisation des nations et des peuples non représentés.
En 2005, pour contrer toute déclaration officielle d'indépendance de la part du PDP au pouvoir, le PCC a voté une loi anti-sécession, alors que Taïwan est séparé de facto du continent depuis 1949 et que le gouvernement communiste chinois n'a jamais eu autorité sur Taïwan depuis l'instauration de la république populaire de Chine sur le continent.
La même année, une délégation du Kuomintang, parti historique de la république de Chine, rencontre en Chine des officiels du PCC pour la première fois depuis 1949. Historique, cette visite informelle n'a pas été approuvée par le gouvernement en place et a même été dénoncée par le président taïwanais, Chen Shui-bian (2000-2008), issu du Parti démocrate progressiste.

## Résultats électoraux

### Élections présidentielles
| Année | Candidat       | Colistier            | Voix      | %    | Résultat |
| ----- | -------------- | -------------------- | --------- | ---- | -------- |
| 1996  | Peng Ming-min  | Frank Hsieh          | 2 274 586 | 21,1 | Non élus |
| 2000  | Chen Shui-bian | Annette Lu           | 4 977 737 | 39,3 | Élus     |
| 2004  | Chen Shui-bian | Annette Lu           | 6 446 900 | 50,1 | Élus     |
| 2008  | Frank Hsieh    | Su Tseng-chang       | 5 445 239 | 41,5 | Non élus |
| 2012  | Tsai Ing-wen   | Su Jia-chyuan        | 6 093 578 | 45,6 | Non élus |
| 2016  | Tsai Ing-wen   | Chen Chien-jen (Ind) | 6 894 744 | 56,3 | Élus     |
| 2020  | Tsai Ing-wen   | William Lai          | 8 170 231 | 57,1 | Élus     |
| 2024  | William Lai    | Hsiao Bi-khim        | 5 586 019 | 40,5 | Élus     |

### Élections législatives
| Année | Voix      | %     | Sièges   | Gouvernement               |
| ----- | --------- | ----- | -------- | -------------------------- |
| 1992  | 2 944 195 | 31,0  | 51 / 161 | Opposition                 |
| 1995  | 3 132 156 | 33,2  | 54 / 164 | Opposition                 |
| 1998  | 2 966 834 | 29,6  | 70 / 225 | Opposition                 |
| 2001  | 3 447 740 | 36,6  | 87 / 225 | Gouvernement (minoritaire) |
| 2004  | 3 471 429 | 37,9  | 89 / 225 | Gouvernement (minoritaire) |
| 2008  | 3 775 352 | 38,2  | 27 / 113 | Opposition                 |
| 2012  | 4 556 526 | 34,6  | 40 / 113 | Opposition                 |
| 2016  | 5 370 953 | 44,06 | 68 / 113 | Gouvernement               |
| 2020  | 4 811 241 | 33,98 | 61 / 113 | Gouvernement               |
| 2024  | 4 981 060 | 36,16 | 51 / 113 | Gouvernement (minoritaire) |